# USS Dictator (1863)

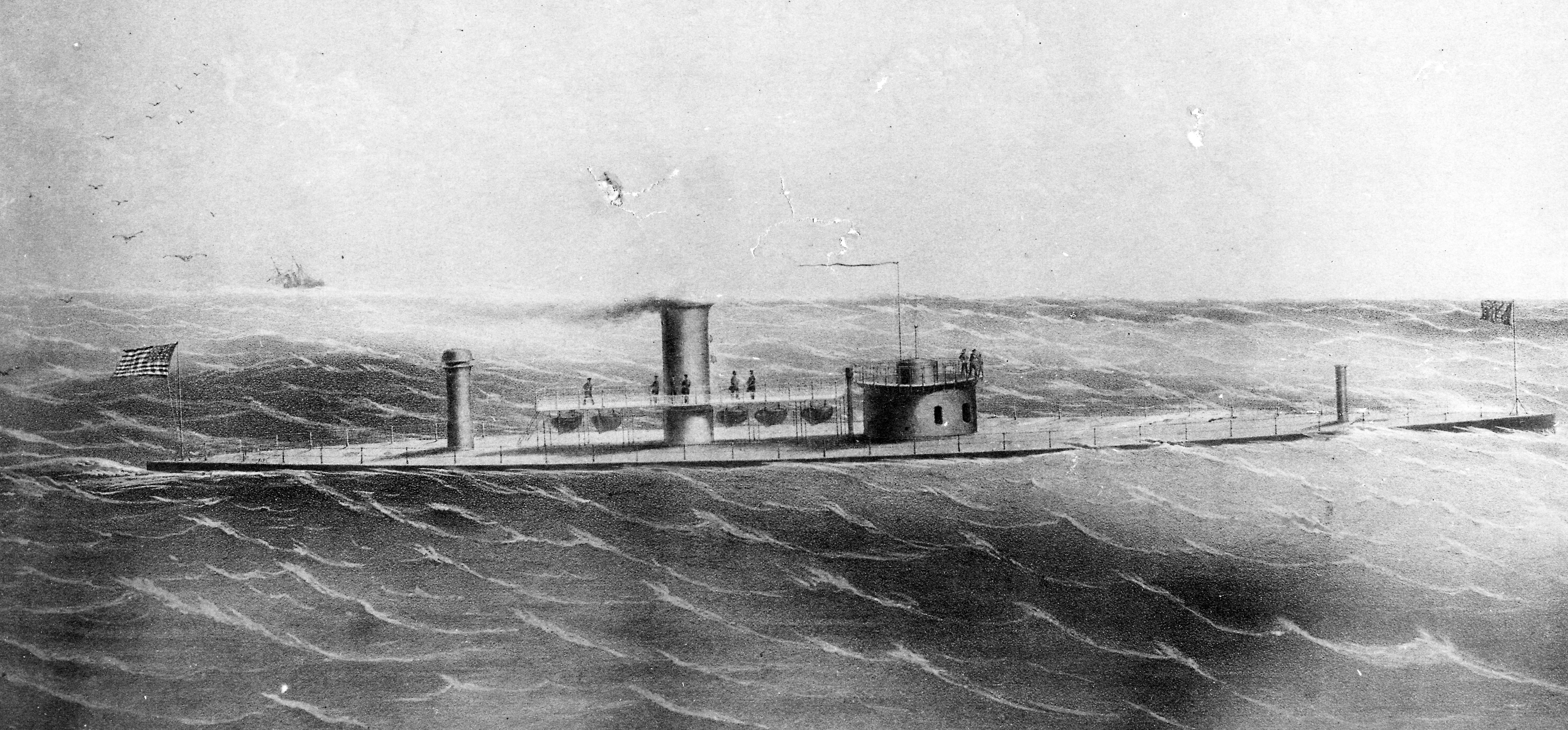
Монітор "Диктатор" у морі, літографія 1865

«Диктатор» (англ.  USS Dictator) — перший великий «океанський» монітор, створений для ВМС США за проектом Джона Ерікссона.
Проектувався як швидкохідний низько-бортний корабель для океанської служби, здатний здійснювати далекі переходи. Включений до складу флоту в 1865 році, служив з перервами до 1877 року. Утилізований у 1883 році.

## Причини появи конструкції
Після битви на Гемптонскому рейді в березні 1862 року військово-морський департамент США сповнився оптимізму щодо моніторів, замовивши велику кількість кораблів такого класу. Хоча результат бою був невизначеним, сам факт того що невеликий баштовий USS Monitor зміг протистояти набагато більшому казематному броненосцю CSS Virginia трактувався як демонстрація значного потенціалу низькобортних баштових кораблів.
Перші серійні монітори, типу «Пассейк» і типу «Канонікус», були досить ефективні у прибережних водах, але зазнавали значного ризику під час переходів у відкритому морі через малі розміри, плоске дно і недостатню морехідність. Щоб вирішити цю проблему, флот заклав у 1862-1863 кілька серій більш великих моніторів, які могли б здійснювати переходи у відкритому морі і навіть в океані. Той факт, що такі кораблі — хоча і, безумовно, здатні рухатися у відкритому морі, були не здатні вести бій там через низько розташовані гармати, які заливало хвилями, був ще не очевидний.
У квітні 1862 року, Джон Ерікссон підготував креслення дуже великого, 4000-тонного монітора, з більш округлими обрисами корпусу і потужною силовою установкою, призначеного для служби у відкритому морі. Спочатку, флот збирався назвати цей корабель USS «Protector» (з англ. — «Захисник»), але за особистим наполяганням Ерікссона назву було змінено на більш «агресивну».

## Конструкція
Монітор «Диктатор» був великим для свого часу кораблем, водотоннажністю понад 4500 тонн. Його корпус був побудований з дерева і обшитий залізної бронею. Пропорції корпусу були спеціально обрані виходячи з міркувань досягнення високої швидкості. Монітор був вузьким і довгим, довжиною понад 95 метрів при ширині 15 метрів і осаді 6,25 метрів. Як і у всіх моніторів Ерікссона, борт його у верхній частині утворював виступ, який служив для захисту від таранних ударів.
Корпус його зберігав риси, характерні для всіх побудованих у США моніторів: дуже низький надводний борт, повністю захищений бронею, гладка палуба, позбавлена надбудов. Над палубою у центрі корпусу виступала єдина броньова башта, зверху увінчана командного рубкою, одразу за нею — димова труба, і на кормі труба вентилятора. Позаду від башти,  димової труби була обладнана на опорах легка відкрита палуба, призначена для поліпшення умов проживання екіпажу у відкритому морі. Під навісний палубою розміщувалися шлюпки.

### Озброєння
Основним і єдиним озброєнням «Диктатора» були дві величезні 380-мм дульнозарядні гладкоствольні гармати Дальгрена. Ці величезні гармати важили більше двадцяти тонн кожна, і стріляли сферичними ядрами з кованого заліза або бомбами вагою в 200 кілограмів на дистанцію до 2 кілометрів. Вони були найбільш потужними морськими гарматами того часу, і най потужнішими, що застосовувалися у Громадянській війні в США.
Обидві гармати розміщувалися в одній башті, що приводиться в рух парою. Після пострілу вони відкочувалися всередину башти по рейкам, гарматні порти зарухалися заслінками, і кожна гармата перезаряджалася за допомогою системи підвісних пристроїв. Скорострільність гармат була досить низькою, складаючи не більше 1 пострілу на 5-10 хвилин.

### Бронювання
Весь надводний борт монітора був захищений шістьма прокатаними залізними плитами, товщиною 1 дюйм (25 мм) . Загальна товщина броні досягала 150 мм, але її реальна опірність снарядам була приблизно на третину нижче. Нижче ватерлінії, пояс послідовно потоншувався до трьох шарів броні. Броньовий пояс кріпився не безпосередньо до борту, але на товстій дерев'яній підкладці, що виступала за межі обшивки.
Башта мала більш оригінальний захист: нижній шар складався з чотирьох 25 мм прокатаних залізних плит, середній шар - з суцільних 114 мм кованих плит, і зовнішній шар - знову з шести 25 мм прокатаних залізних плит. Загальна товщина бронювання сягала 380 міліметрів. Втім її реальна опірність була нижче (через застосування шаруватої броні), тим не менш наявність суцільних 144 мм плит робило башту "Диктатора" набагато більш стійкою до обстрілу, ніж звичайні башти моніторів.. Палуба корабля була захищена 38-мм плитами, а встановлена на даху башти нерухома (утримувалась  центральним штирем башти) бойова рубка - дванадцятьма шарами 25 мм катаних залізних плит.
В цілому, захист монітора (враховуючи його низький силует) був цілком адекватним, і повністю відповідав вимогам захисту від гармат 1860-х, але вже до середини 1870-х не був достатнім захист проти нових нарізних гармат.

### Силова установка
Монітор приводився в рух двоциліндровою горизонтальною паровою машиною з хитними важелями, конструкції Ерікссона, що працювала на єдиний гвинт. Шість котлів Мартіна давали достатньо пару для розвитку потужності у 3500 кінських сил. Ерікссон розраховував отримати швидкість 14 вузлів, але на практиці машина працювала гірше ніж передбачалося, і швидкість корабля не перевищувала 11 вузлів. В цілому, силова установка «Диктатора» була постійним джерелом проблем. Машина була ненадійна, кріплення вала гвинта піддавалися занадто великий перевантаження.

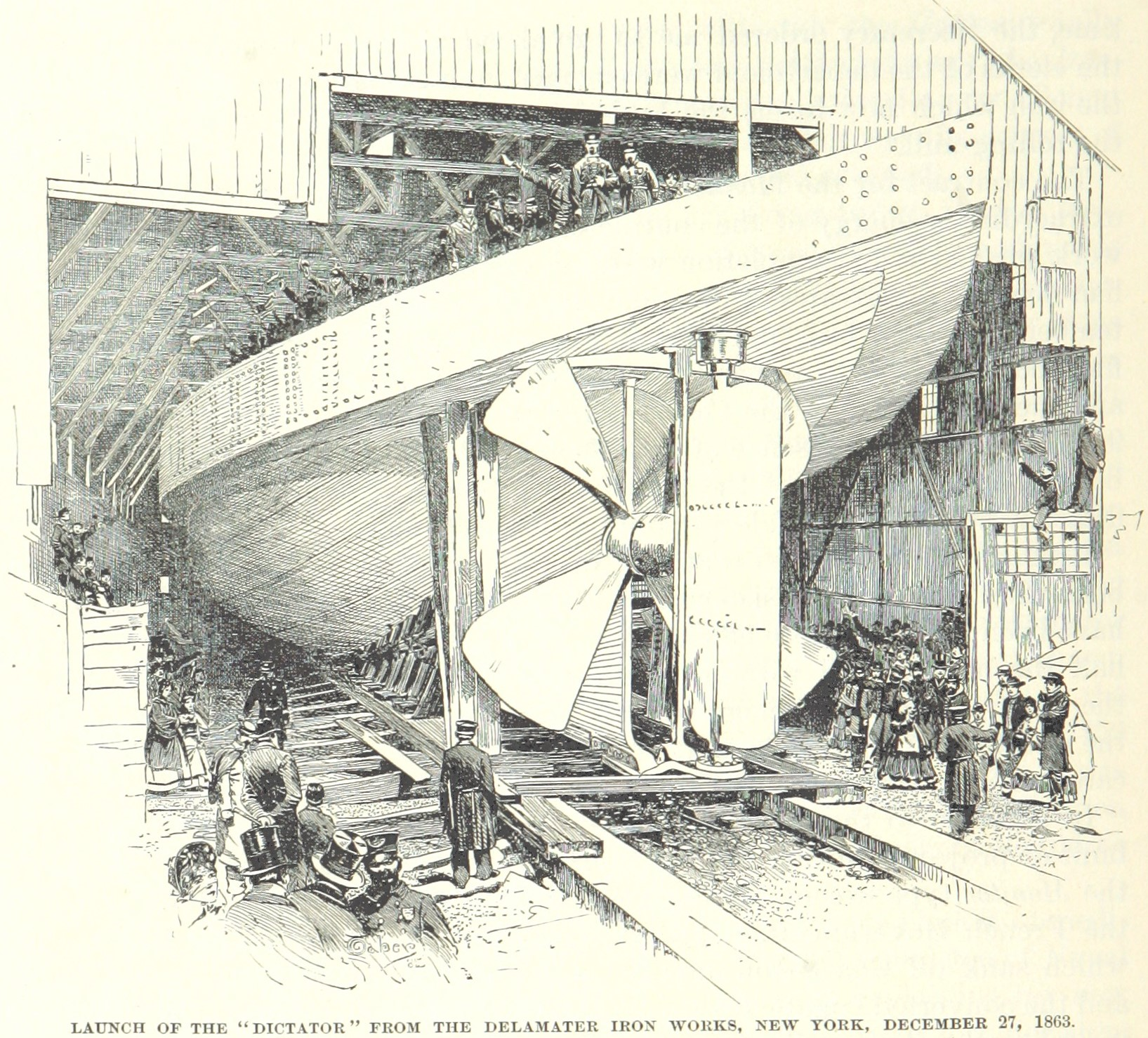
Спуск на воду "Диктатора"

Запасу вугілля, який передбачався достатнім для двох діб повного ходу, на практиці виявився вдвічі  розрахункового (Ерікссон запевняв, що головною причиною того була вимога адміралтейства встановити більш важкі котли, ніж передбачалося у початковому проекті). У вихідному проекті передбачалася також встановлення щогли з легким вітрильним оснащенням, але в ході будівництва було визнано неможливим керувати кораблем таких розмірів за допомогою єдиної щогли.

## Служба
Вступивши до складу флоту в грудні 1864, «Диктатор» запізнився до великих боїв. Він приєднався до Північноатлантичної Блокадної Ескадри, що забезпечувала блокаду конфедеративних портів Вірджинії і Північної Кароліни. Базуючись на Гемптон-Роудс, броненосець не зробив жодного пострілу за весь час кампанії. Планувалося застосувати його у десантній операції проти форту Фішер у грудні 1864 - січні 1865, але через поломки машини корабель не зміг взяти участь в битві.
Виведений в резерв у вересні 1865, корабель був знову укомплектований в 1869 році і служив у складі Атлантичної Ескадри до 1871 року, коли він був знову виведений у резерв. Він був спішно укомплектований знову в 1874 році, у зв'язку з конфліктом між США та Іспанією через пароплава «Вірджініус». Це судно провозило зброю кубинським повстанцям під американським прапором і було захоплене іспанською владою. Частину його команди стратили за звинуваченням у піратстві. Монітор був укомплектований для можливих військових дій проти Іспанії (хоча до того часу його конструкція і озброєння вже цілком застаріли), і прослужив до 1877 року, коли він був виведений зі складу флоту в останній раз.
У 1883 році «Диктатор» був проданий на брухт.

## Оцінка проекту
Океанський монітор «Диктатор» був одним з перших у довгому списку невдалих спроб створити морехідний низкобортний броненосець. Переваги низького борту — менша захищена бронею площа, що дозволяло встановити більш потужне бронювання, низький силует, що ускладнювало ведення вогню по кораблю ворогом, низьке розташування гармат, що робило корабель стабільною гарматної платформою — спонукали кораблебудівників раз за разом намагатися поєднати його з значною автономністю і високою швидкістю ходу.
«Диктатор» наочно продемонстрував неможливість подібного поєднання. Маючи потужне бронювання, сильне (за мірками часу) озброєння, і більш-менш задовільну морехідність, він був повільний і не здатний до ведення бою під час шторму. Будучи відмінно пристосованим до ведення бою у спокійних прибережних або внутрішніх водах, океанський монітор був зовсім безпорадний у відкритому морі. При будь-якому хвилюванні, хвилі захльостували башту «Диктатора». Відкриття для стрільби гарматних портів у відкритому морі могло загрожувати загибеллю корабля від потрапляння води всередину. Крім того, монітор виявився переобтяжений і майже не мав запасу плавучості.
Тим не менш, це був найсильніший американський корабель впродовж майже трьох десятиліть, і в 1860-х «Диктатор» являв (у спокійну погоду) серйозну загрозу для будь-якого океанського броненосця. Однак, до 1870-м його гладкоствольна артилерія застаріла, жодного переозброєння не було проведено, тож його бойова цінність суттєво знизилась.